# Engystomops pustulosus
Ếch Túngara (Engystomops pustulosus; tên cũ là Physalaemus pustulosus) là một loài ếch trong họ Leiuperidae. Tên gọi của nó trong tiếng Tây Ban Nha là sapito de pustulas ("pustulated toadlet").
Nó được tìm thấy ở Belize, Colombia, Costa Rica, El Salvador, Guatemala, Honduras, México, Nicaragua, Panama, Trinidad và Tobago, Venezuela, và có thể Guyana.
Các môi trường sống tự nhiên của chúng là các khu rừng khô nhiệt đới hoặc cận nhiệt đới, xavan khô, xavan ẩm, đồng cỏ khô nhiệt đới hoặc cận nhiệt đới vùng đất thấp, đồng cỏ nhiệt đới hoặc cận nhiệt đới vùng ngập nước hoặc lụt theo mùa, đầm nước ngọt, đầm nước ngọt có nước theo mùa, vùng đồng cỏ, các khu rừng trước đây bị suy thoái nặng nề, ao, và kênh đào và mương rãnh.

## Hình ảnh

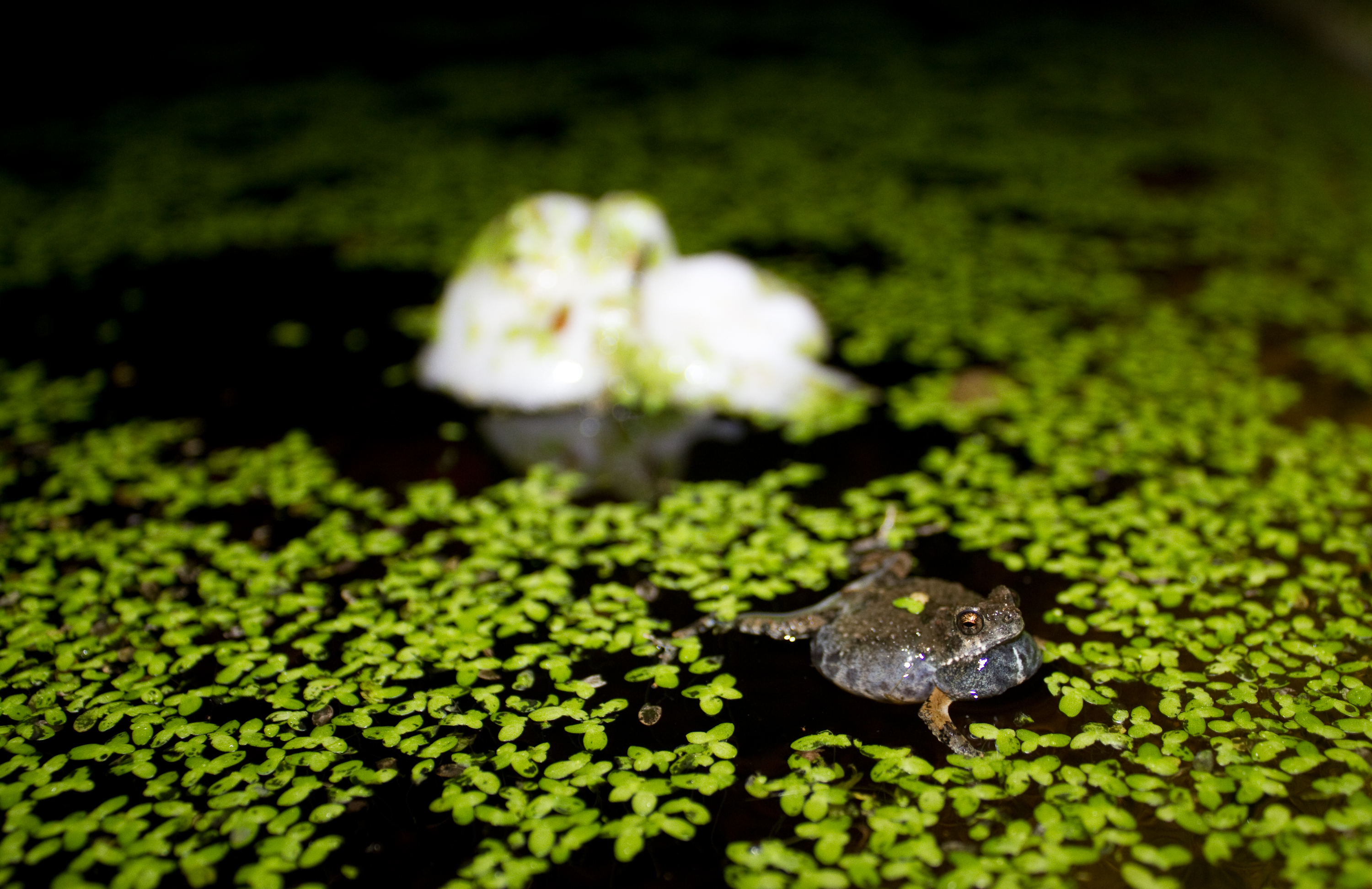
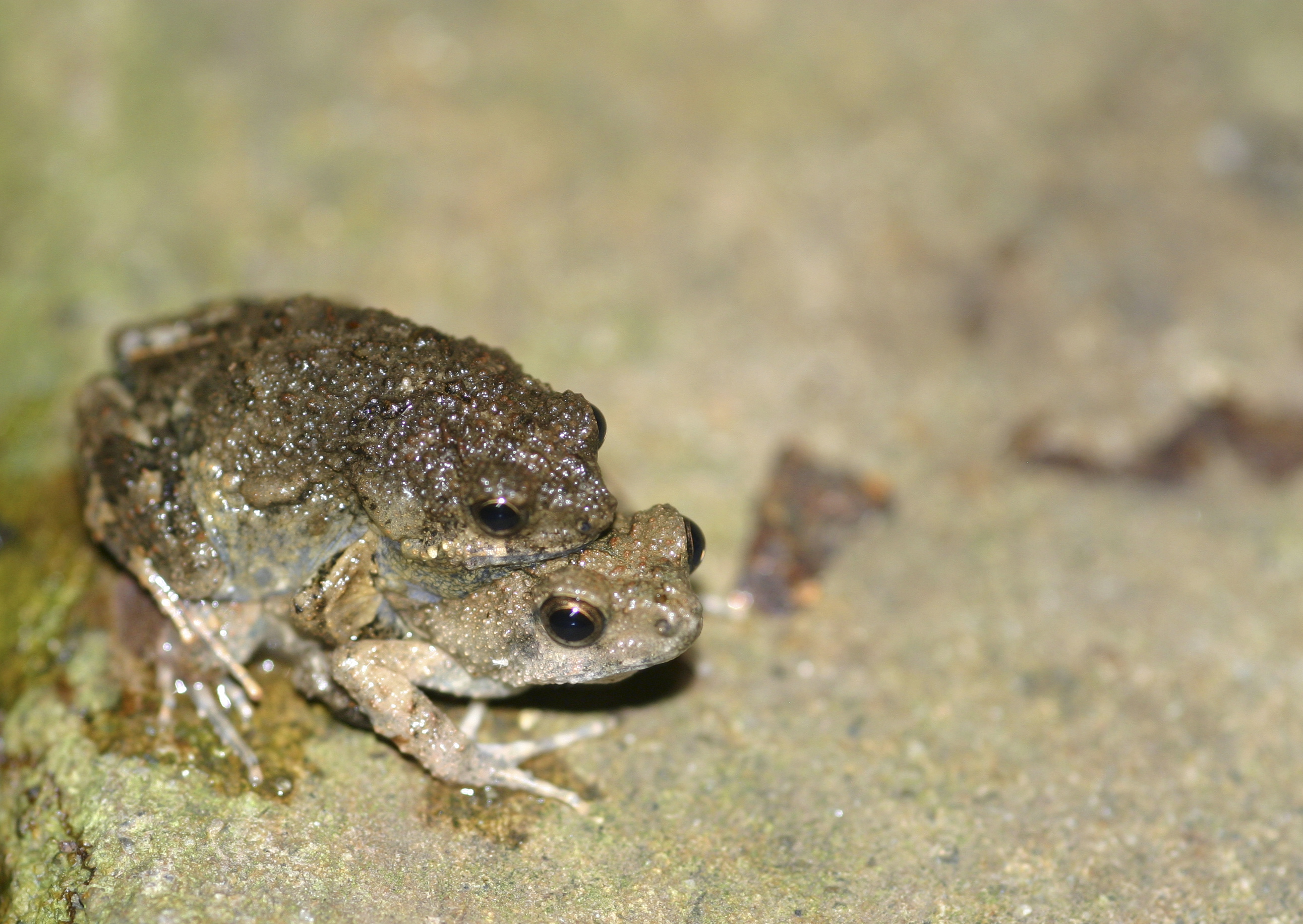
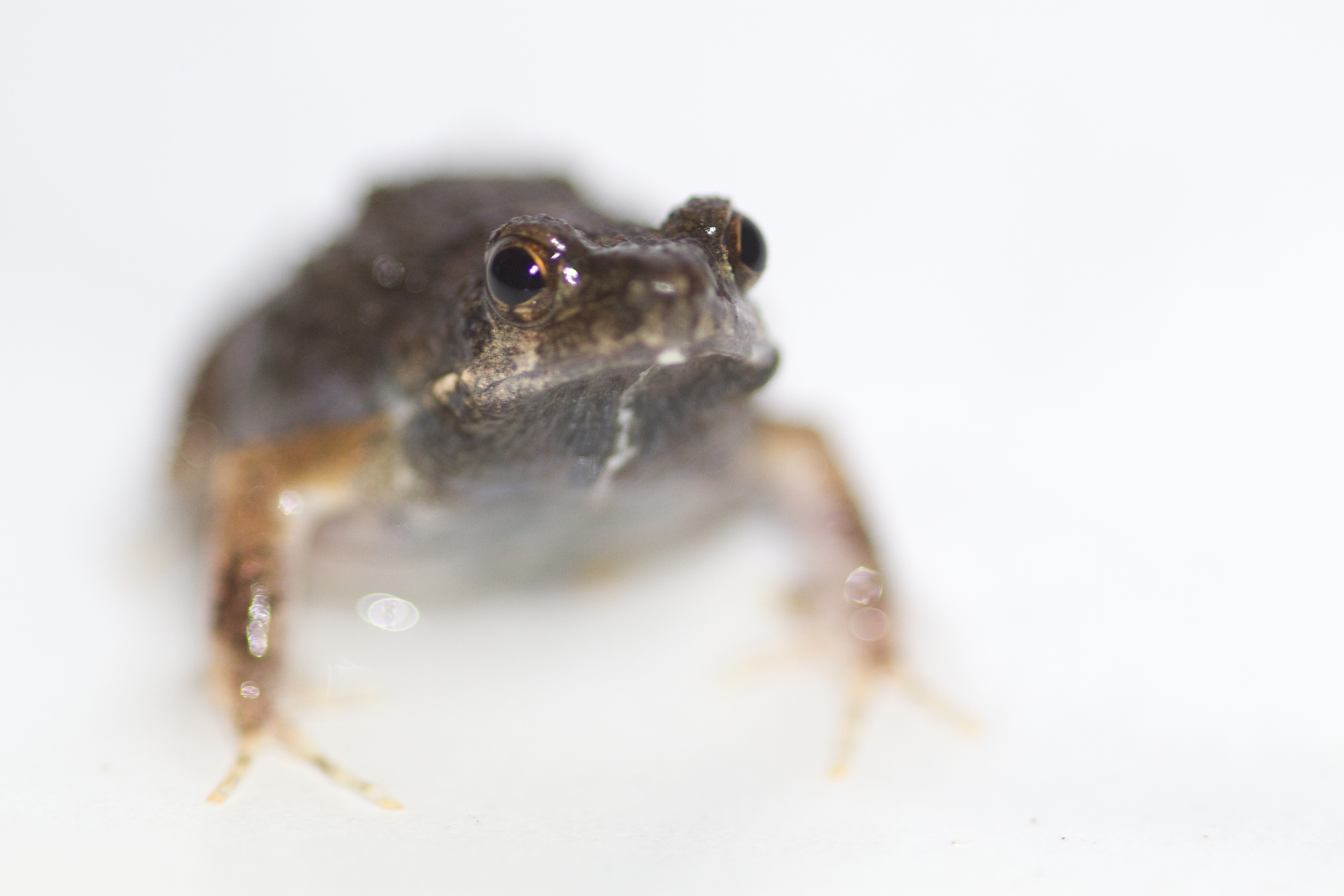
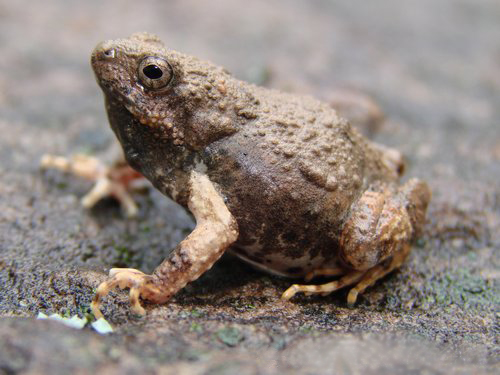